# Volkspolizei-Bereitschaften

Hoheitsabzeichen der VP-Bereitschaften

Die Volkspolizei-Bereitschaften (kurz: VPB), auch VP-Bereitschaften genannt, waren als Truppen des Innenministeriums Teil der Kasernierten Einheiten des Ministeriums des Innern. Im Ministerium des Innern (MdI) der DDR unterstanden sie dem Stellvertreter des Ministers Bereitschaften/Kampfgruppen – die Deutsche Volkspolizei dagegen unterstand dem Ersten Stellvertreter des Ministers des Innern. Die Volkspolizei-Bereitschaften waren in selbständige Bataillone gegliedert und damit Truppenteile. Strukturiert waren sie in Mot.Schützen-, Aufklärungs-, Artillerie-, Panzerabwehr-, Luftabwehr-, Pionier-, KCB- (ABC-), Nachrichten- und Transport-Einheiten.

## Allgemeines
Außer den Bereitschaften gab es in den Kasernierten Einheiten des Ministeriums des Innern weitere Dienststellen mit Regimentsstatus und selbständige Kompanien. Innerhalb der Bewaffneten Organe der DDR gehörten sie zum territorialen Bereich der Landesverteidigung der DDR. Die Angehörigen trugen während der Ausbildung, bei Energie-Einsätzen in Braunkohletagebauen, bei Einsätzen im Überseehafen Rostock und beim Einsatz zur Beseitigung der Folgen von Katastrophen u. ä. die Felddienstuniform Sommer im Strichtarndruck ähnlich der der NVA bzw. je nach jahreszeitlich festgelegter Trageweise die Felddienstuniform Winter in polizeigrün mit dunkelgrünen Tarnschulterstücken. Als Ausgangsuniform sowie im Ordnungs- und Sicherungseinsatz trugen sie grüne VP-Uniformen mit hellgrünen Dienstgradabzeichen und Kragenspiegeln. Wehrpflichtige Wachtmeister und Unterführer trugen ein schwarzes Koppel, Offiziere und Berufsunterführer ein braunes.
Die VP-Bereitschaften sind nicht zu verwechseln mit den VP-Bereitschaften der Kasernierten Volkspolizei, der militärischen Vorläuferorganisation der Landstreitkräfte der Nationalen Volksarmee.
Die VP-Bereitschaften, als Teil der Kasernierten Einheiten des Ministeriums des Innern, gingen aus den im April 1955 in der Hauptverwaltung Innere Truppen in Regimentsstärke aufgestellten Bereitschaften hervor. Sie unterstanden einem Stellvertreter des Ministers des Innern. Ihre Formierung und Tätigkeit wurde beaufsichtigt durch Berater der Inneren Truppen des Ministeriums des Innern der UdSSR. Sie existierten parallel zu den bereits im Herbst 1953 aufgestellten VP-Bereitschaften der Hauptverwaltung Deutsche Volkspolizei (HVDVP). Nach 1962 wurde das Organ Stellvertreter des Ministers des Innern Bereitschaften/Kampfgruppen neu geschaffen, nachdem die Truppenteile (1.600 Mann) in selbständige Bataillone umstrukturiert waren. Die VPB gehörten nicht zu den Dienstzweigen der Deutschen Volkspolizei (DVP).
Sie waren mit den in anderen Staaten vorhandenen paramilitärischen Formationen wie dem Bundesgrenzschutz, der französischen Gendarmerie Nationale, den italienischen Carabinieri und anderen Formationen vergleichbar.
Nach Einführung der Wehrpflicht in der DDR im Jahre 1962 wurde in den Kasernierten Einheiten des Ministeriums des Innern – wie auch in der NVA, in den Grenztruppen, in dem Wachregiment Feliks Dzierzynski des Ministeriums für Staatssicherheit (MfS) und in der Zivilverteidigung – Wehrdienst auf der Grundlage des Wehrdienstgesetzes geleistet. In den Kasernierten Einheiten des Ministeriums des Innern wurden Wehrpflichtige zum 18-monatigen Grundwehrdienst, Längerdienende und als Reservist der NVA einberufen. Die Einberufung erfolgte über die Wehrkreiskommandos der NVA, in deren Reserve nach Ableistung des Wehrdienstes die Reservisten eingegliedert wurden. Sie erhielten Sold in Höhe der NVA-Vergütungen. Mit der Einführung der Wehrpflicht ab 1962 wurde der Dienst bei der Transport- und der Bereitschaftspolizei als Wehrersatzdienst bezeichnet und dem Dienst in der NVA rechtlich gleichgestellt. Mit Einführung des neuen Wehrdienstgesetzes in der DDR ab 1982 entfiel der Begriff des Wehrersatzdienstes, von nun an wurde auch in den KE des MdI Wehrdienst geleistet. Eine Übernahme der Angehörigen in einen Dienstzweig der Deutschen Volkspolizei (DVP) war erst nach Ableistung des Wehrdienstes möglich.
Die Funktion als Bereitschaftspolizei übten die parallel in den Bezirksbehörden der DVP (BDVP) bestehenden Zentralen Kräfte Schutzpolizei (ZKS) aus. Diese waren in militärische Hundertschaften gegliedert und mit Maschinenpistolen und weiteren Schützenwaffen ausgerüstet. Die Schnellkommandos, aus Schutzpolizisten in Gruppen- oder Zugstärke bestehend, waren teilweise deren Vorgänger. Die Schnellkommandos wurden 1967 aufgelöst.
Der Leiter der Hauptabteilung Bereitschaften im MdI, Generalmajor Heinz Opitz, erklärte in einem Vortrag 1986 vor Kommandeuren und leitenden Offizieren:
„In Abhängigkeit von der Lage kann die Volkspolizei-Bereitschaft im Gesamtbestand oder können Teilkräfte
- einem anderen Chef der BDVP,
- einem Leiter des VPKA/VPI(nspektion) oder
- einem Kommandeur der NVA beziehungsweise der Grenztruppen der DDR unterstellt werden.“[7]

Eine grundlegende Umprofilierung der VP-Bereitschaften erfolgte mit dem Befehl des Vorsitzenden des Nationalen Verteidigungsrates der DDR (Honecker) Nr. 12/88 vom 21. Dezember 1988. In diesem wurde unter anderem die grundlegende Aufgabe gestellt, diese zur schwerpunktmäßigen Verstärkung des operativen Dienstes der DVP einzusetzen.
Weder die Ausbilder (Offiziere und Unterführer) noch die 18-Monate-Wehrpflichtigen waren jedoch bis dahin im Polizeirecht ausgebildet. Der Einsatz im Dienstsystem der Schutzpolizei in den VP-Kreisämtern und -Revieren war deshalb bis zum Ende der DDR mehr Wunsch als Wirklichkeit.

## Geschichte
- 22. September 1948: Bildung der Hauptabteilung Grenzpolizei/ Bereitschaften bei der Deutschen Verwaltung des Inneren (DVdI) und Aufstellung von kasernierten Bereitschaften, aus denen die Kasernierte Volkspolizei (KVP) und später die Nationale Volksarmee hervorging.
- 1949 wurden in den Ländern Wachbataillone unter Integration der bestehenden kasernierten Bereitschaften aufgestellt.
- 1952 wurden Kompanien der Wachbataillone dezentral in den Ländern stationiert und den Volkspolizeikreisämtern (VPKA) unterstellt. Sie sollten jeden Einsatzort in maximal zwei Stunden erreichen.
- ab Juli 1952: mit Umwandlung der Länder in 14 Bezirke wurden die Wachkompanien den jeweiligen Bezirksbehörden der Deutschen Volkspolizei (BDVP) unterstellt.
- 1. Juli 1952: neben den bestehenden Wacheinheiten wurden die bestehenden VP-Bereitschaften in die Kasernierte Volkspolizei (KVP, später Landstreitkräfte der NVA) umgewandelt.
- 1953 im Ergebnis der Unruhen am 17. Juni 1953 wurden die Wacheinheiten und Bereitschaftskommandos der Grenzpolizei aufgelöst und aus dem Bestand große VP-Bereitschaften formiert. Sie wurden der Abteilung Ausbildung und Schulung der Hauptverwaltung der Deutschen Volkspolizei (HVDVP) unterstellt. Aus ihnen entstehen die Bezirksschulen der DVP und sind Vorläufer der Zentralen Kräfte Schutzpolizei (ZKS).
- 1955: zusätzliche Aufstellung von Sicherungseinheiten und motorisierten Einheiten der Bereitschaftspolizei, die dem MdI direkt unterstellt wurden.
- 1. November 1956: Unterstellung der Bereitschaften (S- und Mot.-Einheiten) unter das MfS (‚Verwaltung Innere Truppen‘, 15.000 Mann, neben dem Wachregiment).
- mit Wirkung zum 1. Februar 1957: Zurückunterstellung unter das MdI, ‚Kommando Deutsche Bereitschaftspolizei‘ und Umstrukturierung zu zehn (großen) Bereitschaften.
- 13. August 1961: VP-Bereitschaften und 1. Brigade (B)/MdI aus Basdorf sichern mit den Kampfgruppen der Arbeiterklasse den Mauerbau in Berlin bzw. bauen diese. Die NVA und Divisionen der Sowjetarmee verbleiben in Bereitschaftsräumen um Berlin.
- 1962: Umwandlung der großen Bereitschaften in 21 VP-Bereitschaften im Ergebnis des am 24. Januar 1962 verabschiedeten Wehrpflichtgesetzes. Im April 1962 rückten erste Wehrpflichtige ein.
- ab 1962: nur geringfügige Veränderungen in der Struktur und keine in der Unterstellung.
- 1. November 1985: Neustrukturierung der Kasernierten Einheiten des MdI, Reduzierung der Personalstärke der VP-Bereitschaften und Zuführung weiterer Technik und Bewaffnung. Änderung der Ausbildung vornehmlich für Ordnungspolizei. Fahndungseinsatz.
- 3. Oktober 1990: Die VP-Bereitschaften und die Dienststelle Blumberg werden durch die Polizeien der neu entstandenen Bundesländer, das Personal der Basdorfer Bereitschaften durch die Polizei Berlin übernommen. Die letzten Wehrdienst Leistenden werden entlassen, wenige Offiziere und Berufsunterführer werden von den Polizeien der Bundesländer übernommen und mit ihnen sodann Dienstverträge abgeschlossen.

## Aufgaben der VP-Bereitschaften
Die Aufgaben der VP-Bereitschaften ergaben sich aus dem zweiten Teil des Gesetzes über die Aufgaben und Befugnisse der Deutschen Volkspolizei (DVP) vom 11. Juni 1968. Folgende Paragraphen werden dort zutreffend für die Kasernierten Einheiten des MdI ausgeführt:
§ 7 Aufgaben
(1) Die Deutsche Volkspolizei hat die öffentliche Ordnung und Sicherheit jederzeit zuverlässig zu gewährleisten. Ihr obliegt es im Rahmen ihrer Zuständigkeit:
…
b) anderen Gefahren vorzubeugen und Störungen zu beseitigen, die das Leben oder die Gesundheit von Menschen sowie das sozialistische, persönliche oder private Eigentum bedrohen oder in anderer Weise die öffentliche Ordnung und Sicherheit beeinträchtigen.
…
j) die im Rahmen der Landesverteidigung übertragenen Aufgaben zu erfüllen.
…
(2) Bei Gefahren oder Störungen, für deren Abwehr oder Beseitigung andere Staatsorgane zuständig sind, hat die Deutsche Volkspolizei auch tätig zu werden, wenn …
Der Minister des Innern und Chef der DVP erließ auf dieser gesetzlichen Grundlage Weisungen, insbesondere den „Befehl 0020/…“, in denen die Aufgaben für die Kasernierten Einheiten festgelegt waren.
- Der „§ 7 (1) b“ war Grundlage für Handlungen im Frieden und
- der „§ 7 (1) j“ für die Vorbereitung auf und den Handlungen im Spannungs- und Verteidigungszustand.

Im „Befehl 0020/79“ hieß es dazu: „Die VP-Bereitschaften sind kasernierte, vollmotorisierte, nach militärischen Prinzipien organisierte und geführte Einheiten der DVP.“
Der Schwerpunkt ihrer Ausrichtung Ende der 1960er Jahre, Bekämpfung hinter der Front operierender Diversions-Aufklärungsgruppen in Kriegszeiten, verschob sich immer mehr zugunsten einer Befähigung zur Aufgabenerfüllung bei der Beseitigung von „Störungen der öffentlichen Ordnung und Sicherheit“.
Die VPB gehörten als Kasernierte Einheiten des MdI nicht zu den Dienstzweigen der VP. Deshalb treffen die anderen Abschnitte des § 7 VP-Gesetz nicht zu. Eine VPB bzw. eine Kompanie wurde zeitlich begrenzt einem Leiter eines VP-Kreisamtes unterstellt, wenn deren „Zentrale Kräfte Schutzpolizei“ (Schützenzüge) für die Aufgabenerfüllung nicht ausreichten. Die Kompaniechefs und Zugführer erhielten ihre Befehle vor Ort durch einen Einsatzleiter (VP-Offizier) des jeweiligen VP-Kreisamtes (VPKA), der auch die Einhaltung der geltenden Rechtsvorschriften zu gewährleisten hatte. Eine Aufteilung unterhalb der Schützengruppe, das heißt ein selbständiger Einsatz eines Wehrpflichtigen, war durch Ministerbefehl verboten. Eine Ausnahme waren die halbjährlich an einem Tag stattfindenden Werbungsmaßnahmen auf einem VPKA für den Dienst in der Volkspolizei.
Der „Befehl 0020/89“ als Nachfolgeweisung, Einsatzaufgaben der Kasernierten Einheiten des MdI für den Fünfjahresplanzeitraum 1990–1995, geht von einer immer unzufriedener werdenden DDR-Bevölkerung aus. Es wurden Aufgaben geschlossener Einheiten der Schutzpolizei zugewiesen und die Unterstellung unter Truppenteile der NVA im Verteidigungszustand erstmals nicht aufgeführt. Dieser Befehl wurde nicht mehr umgesetzt.

## Kasernierte Einheiten und deren Dislozierung

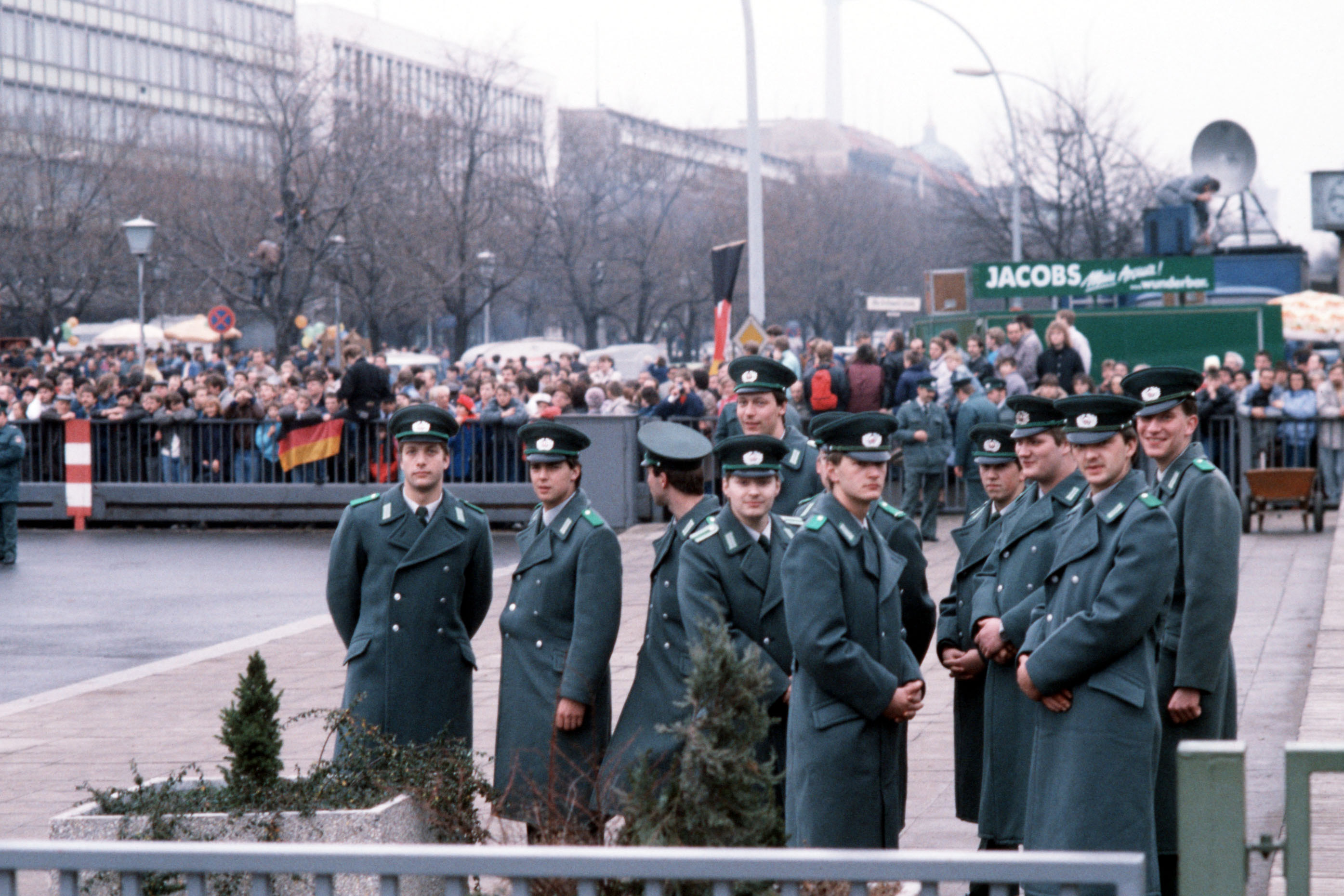
Wehrpflichtige der „Kasernierten Einheiten“ aus Potsdam-Eiche vor der Maueröffnung am Brandenburger Tor

### Kasernierte Einheiten des MdI
Es existierten mehr als 21 VP-Bereitschaften, davon waren sechs in unmittelbarer Nähe von Berlin disloziert.
Im Bereich des Präsidenten der VP Berlin
- 17.–19. VPB und NaB (Nachrichten-) in Basdorf bei Berlin[10]

Im Bereich des Chef der Bezirksbehörde der DVP Potsdam
- 3. und 20. VPB Potsdam und
- 9. Volkspolizei-Kompanie in Potsdam-Eiche (vergleichbare Aufgaben wie die GSG 9 des Bundesgrenzschutzes vor 1990)

Dem 1. Stellvertreter des Chef des Stabes des MdI unterstanden
- die Dienststelle Blumberg, Stab in Freudenberg (Mob.-stärke: 1.404 Wehrdienstleistende)
- Hubschraubereinheit in Diepensee am Flugplatz Berlin-Schönefeld

Im Bereich des Leiters der Dienststelle der DVP Blumberg unter anderem
- Sicherungseinheit (SE, Bau- und Wachbataillon, Struktur einer VPB) bei Gielsdorf, 10 km nördlich Strausberg

Nach Auslösung der Mobilmachung
- Vorgesehen war nach Auslösung der Mobilmachung die 22. bis 30. VP-Bereitschaft und 11 Sicherungs-Bereitschaften neu aufzustellen. Zusätzlich gab es 6 weitere ausgewiesene Ausweichunterbringungsräume für VP-Bereitschaften. Ihre größte Konzentration war um Berlin und im Süden vorgesehen.[11]
- Nachgewiesen ist die Einlagerung von Bewaffnung, Technik und Ausrüstung, einschließlich von Schützenpanzerwagen PSH und Flak ZU-23-2, für 9 VP-Bereitschaften in gleicher Anzahl wie die der bestehenden Truppenteile.[12]

### Dislozierung (Standorte der Kasernen)
Die VP-Bereitschaften waren in Bezirksstädten oder in der Nähe von urbanen Ballungsgebieten verteilt. Eine der in einer Kaserne untergebrachten VP-Bereitschaften war dem Chef BDVP operativ unterstellt, die weiteren Bereitschaften standen unter dem Führungsvorbehalt des Innenministers und Chef der DVP.
| 1. Stellvertreter des Chef des Stabes des MdI | 1. Stellvertreter des Chef des Stabes des MdI | 1. Stellvertreter des Chef des Stabes des MdI | 1. Stellvertreter des Chef des Stabes des MdI | 1. Stellvertreter des Chef des Stabes des MdI | 1. Stellvertreter des Chef des Stabes des MdI |
| Bezeichnung                                   | Name                                          | Ort                                           | Einsatzraum                                   | Unterstellung                                 | Bemerkungen                                   |
| --------------------------------------------- | --------------------------------------------- | --------------------------------------------- | --------------------------------------------- | --------------------------------------------- | --------------------------------------------- |
| Hs.-Einheit                                   | …                                             | Diepensee                                     | DDR                                           | 1. Stv. C-Stab /MdI                           | Unterstützung der Dienstzweige der VP         |
| DSt. Blbg.                                    | Richard Sorge                                 | Freudenberg                                   | Bz. Frankf./O                                 | 1. Stv. C-Stab /MdI                           | unterirdischer Gefechtsstand – Innenminister  |

| Abkürzungen: Blbg.: DSt. ¹ Diensteinheit IX | Blumberg (Tarnbezeichnung) Dienststelle = Truppenteil nicht identisch, Dienstzweige /BDVP’s (SEK’s) | Hs. C-Stab MdI VP | Hubschrauber Chef des Stabes des MdI Ministerium des Innern Volkspolizei |

| Stellvertreter des Ministers Kampfgruppen der Arbeiterklasse / Bereitschaften | Stellvertreter des Ministers Kampfgruppen der Arbeiterklasse / Bereitschaften | Stellvertreter des Ministers Kampfgruppen der Arbeiterklasse / Bereitschaften | Stellvertreter des Ministers Kampfgruppen der Arbeiterklasse / Bereitschaften | Stellvertreter des Ministers Kampfgruppen der Arbeiterklasse / Bereitschaften | Stellvertreter des Ministers Kampfgruppen der Arbeiterklasse / Bereitschaften | Stellvertreter des Ministers Kampfgruppen der Arbeiterklasse / Bereitschaften                                           |
| Nr.                                                                           | Bezeichnung                                                                   | Ort                                                                           | Einsatzraum                                                                   | Unterstellung                                                                 | Name                                                                          | Bemerkungen |
| ----------------------------------------------------------------------------- | ----------------------------------------------------------------------------- | ----------------------------------------------------------------------------- | ----------------------------------------------------------------------------- | ----------------------------------------------------------------------------- | ----------------------------------------------------------------------------- | --- |
| 01.                                                                           | VPB                                                                           | Schwerin                                                                      | Bezirk Schwerin                                                               | C-BDVP                                                                        | Karl Liebknecht                                                               | Staatsgrenze/ NVA-Unterstellg. mögl.                                                                                    |
| 02.                                                                           | VPB                                                                           | Stralsund                                                                     | Bezirk Rostock                                                                | C-BDVP                                                                        | Erich Weinert                                                                 | … |
| 03.                                                                           | VPB                                                                           | Potsdam-Eiche                                                                 | Bezirk Potsdam                                                                | C-BDVP                                                                        | Hans Marchwitza                                                               | Ausbildung von Unterführern der VPB                                                                                     |
| 04.                                                                           | VPB                                                                           | Magdeburg                                                                     | Bezirk Magdeburg                                                              | C-BDVP                                                                        | Wilhelm Pieck                                                                 | … |
| 05.                                                                           | VPB                                                                           | Leipzig                                                                       | Bezirk Leipzig                                                                | C-BDVP                                                                        | Otto Heckert                                                                  | … |
| 06.                                                                           | VPB                                                                           | Halle                                                                         | Bezirk Halle                                                                  | C-BDVP                                                                        | Hans Beimler                                                                  | Reservisten-Ausbg. |
| 07.                                                                           | VPB                                                                           | Erfurt                                                                        | Bezirk Erfurt                                                                 | C-BDVP                                                                        | Theodor Neubauer                                                              | Staatsgrenze/ NVA-Unterstellg. mögl.                                                                                    |
| 08.                                                                           | VPB                                                                           | Dresden                                                                       | Bezirk Dresden                                                                | C-BDVP                                                                        | Kurt Fischer                                                                  | … |
| 09.                                                                           | VPB                                                                           | Karl-Marx-Stadt                                                               | Bezirk Karl-Marx-Stadt                                                        | C-BDVP                                                                        | Ernst Schneller                                                               | … |
| 10.                                                                           | VPB                                                                           | Rudolstadt                                                                    | Bezirk Gera                                                                   | C-BDVP                                                                        | Georg Schumann                                                                | Staatsgrenze/ NVA-Unterstellg. mögl.                                                                                    |
| 11.                                                                           | VPB                                                                           | Magdeburg                                                                     | DDR                                                                           | Minister                                                                      | Ernst Thälmann                                                                | Staatsgrenze/ NVA-Unterstellg. mögl.                                                                                    |
| 12.                                                                           | VPB                                                                           | Halle                                                                         | DDR                                                                           | Minister                                                                      | Bernhard Koenen                                                               | Staatsgrenze/ NVA-Unterstellg. mögl.                                                                                    |
| 13.                                                                           | VPB                                                                           | Meiningen                                                                     | Bezirk Suhl                                                                   | C-BDVP                                                                        | Magnus Poser                                                                  | Staatsgrenze/ NVA-Unterstellg. mögl.                                                                                    |
| 14.                                                                           | VPB                                                                           | Neustrelitz                                                                   | Bezirk Neubrandenburg                                                         | C-BDVP                                                                        | Hans Kahle                                                                    | Ausbildung von Unterführern der VPB-Artillerie                                                                          |
| 15.                                                                           | VPB                                                                           | Eisenhüttenstadt                                                              | Bezirk Frankfurt                                                              | C-BDVP                                                                        | John Schehr                                                                   | Ausbildung von Unterführern der VPB-SPW                                                                                 |
| 16.                                                                           | VPB                                                                           | Cottbus                                                                       | Bezirk Cottbus                                                                | C-BDVP                                                                        | Georgi Dimitroff                                                              | Ausbildung von Unterführern der VPB                                                                                     |
| 17.                                                                           | VPB                                                                           | Basdorf                                                                       | DDR                                                                           | Minister                                                                      | Conrad Blenkle                                                                | Ausbg. vorverpflichteter Polizisten;                                                                                    |
| 18.                                                                           | VPB                                                                           | Basdorf                                                                       | Bezirk Berlin                                                                 | Präs. PDVP                                                                    | Heinrich Rau                                                                  | Ausbg. vorverpfl.Poliz.; Einnahme W-Bln.                                                                                |
| 19.                                                                           | VPB                                                                           | Basdorf                                                                       | Bezirk Berlin                                                                 | Präs. PDVP                                                                    | Robert Uhrig                                                                  | Ausbg. vorverpfl.Poliz.; Einnahme W-Bln.                                                                                |
| 20.                                                                           | VPB                                                                           | Potsdam-Eiche                                                                 | DDR                                                                           | Minister                                                                      | Käthe Niederkirchner                                                          | Staatsgrenze / NVA-Unterstellg. mögl. / 1. Kompanie ab 1985 Ausbildung von Unterführern der VPB                         |
| 21.                                                                           | VPB                                                                           | Leipzig                                                                       | DDR                                                                           | Minister                                                                      | Arthur Hoffmann                                                               | … |
| Weitere Kasernierte Einheiten und Truppenübungsplätze                         |                                                                               |                                                                               |                                                                               |                                                                               |                                                                               | |
| Nr.                                                                           | Bezeichnung                                                                   | Ort                                                                           | Einsatzraum                                                                   | Unterstellung                                                                 | Name                                                                          | Bemerkungen |
| 9. VP-Kp.                                                                     | Kp.                                                                           | Potsdam-Eiche                                                                 | DDR                                                                           | C-BDVP Ptd.                                                                   |                                                                               | Anti-Terror-Einheit (Pendant zur GSG-9 /BGS) ¹                                                                          |
| (22.)                                                                         | NaB                                                                           | Basdorf                                                                       | DDR                                                                           | StM Na.                                                                       | Rudolf Gyptner                                                                | Sicherstellung Führungsverbindungen                                                                                     |
| (23.)                                                                         | SE                                                                            | Gielsdorf                                                                     | (Strausberg)                                                                  | Ltr.DSt.Bbg.                                                                  | …                                                                             | Sicherung Gefechtsstand – Innenminister                                                                                 |
| 10.                                                                           | Kp.                                                                           | Berlin-Blankenburg                                                            | DDR                                                                           | StM VD                                                                        | Rudolf Tittelbach (FDJ-GO)                                                    | Verpflegungsversorgung                                                                                                  |
| –                                                                             | Na.-Kp.                                                                       | Dommitzsch                                                                    | DDR                                                                           | StM Na.                                                                       | Joseph Giefer                                                                 | Ausbg. Unterführer (Uffz.) und Offiziere Nachrichten im Wechsel alle 2 Jahre Fachhochschule und alle 2 Jahre Hochschule |
| –                                                                             | TüP-I                                                                         | Bad Belzig                                                                    | DDR-Süd                                                                       | StM KG/B                                                                      | …                                                                             | Unterbringung der Einheiten im Feldlager Verlorenwasser                                                                 |
| –                                                                             | TüP-II                                                                        | Neuruppin                                                                     | DDR-Nord                                                                      | StM KG/B                                                                      | …                                                                             | … |
| –                                                                             | TüP-Kroppen                                                                   | Kroppen                                                                       | TüP-OHS                                                                       | Kdr. OHS                                                                      | …                                                                             | … |
| –                                                                             | OHS                                                                           | Dresden                                                                       | DDR                                                                           | StM KG/B                                                                      | Artur Becker                                                                  | Ausbildung Truppenoffiziere                                                                                             |

| Abkürzungen: | .                                      | StM       | Stellvertreter des Ministers                    |
| DVP          | Deutsche Volkspolizei                  | KG/B      | Kampfgruppen der Arbeiterklasse/ Bereitschaften |
| PDVP         | Präsidium der DVP Berlin               | Ltr. Dst. | Leiter Dienststelle (Oberst der VP)             |
| BDVP         | Bezirksbehörde der DVP                 | Ltr.VPKA  | Leiter VPKA (Oberstleutnant der VP)             |
| VPB          | Volkspolizei-Bereitschaft              | K-VPB     | Kommandeur (Oberstleutnant der VP)              |
| SE           | Sicherungseinheit (Baueinheit und VPB) | StKuSC    | Stellv. des K u. Stabschef (Major der VP)       |
| VPKA         | VP-Kreisamt                            | KC        | Kompaniechef (Major der VP)                     |
| TüP          | Truppenübungsplatz                     | Na        | Nachrichten (Führungsverbindungen)              |

| Transportpolizei-Einsatzkompanien/Bereitschaften | Transportpolizei-Einsatzkompanien/Bereitschaften | Transportpolizei-Einsatzkompanien/Bereitschaften | Transportpolizei-Einsatzkompanien/Bereitschaften | Transportpolizei-Einsatzkompanien/Bereitschaften | Transportpolizei-Einsatzkompanien/Bereitschaften    |
| Nr.                                              | Bezeichnung                                      | Ort                                              | Einsatzraum                                      | Unterstellung                                    | Bemerkungen                                         |
| ------------------------------------------------ | ------------------------------------------------ | ------------------------------------------------ | ------------------------------------------------ | ------------------------------------------------ | --------------------------------------------------- |
| 01.                                              | TP-Kp.(B)                                        | Bad Kleinen                                      | Bez. Rostock u. Schwerin                         | C-BDVP                                           | oft Einsätze in Berlin                              |
| 02.                                              | TP-Kp.(B)                                        | Pasewalk                                         | Bez. Neubrandenburg                              | C-BDVP                                           | …                                                   |
| 03.                                              | TP-Kp.(B)                                        | Eisenhüttenstadt                                 | Bezirk Frankfurt/ O.                             | C-BDVP                                           | …                                                   |
| 04.                                              | TP-Kp.(B)                                        | Cottbus                                          | Bezirk Cottbus                                   | C-BDVP                                           | …                                                   |
| 05.                                              | TP-Kp.(B)                                        | Tharandt                                         | Bezirk Dresden                                   | C-BDVP                                           | …                                                   |
| 06.                                              | TP-Kp.(B)                                        | Naumburg                                         | Bezirk Halle                                     | C-BDVP                                           | …                                                   |
| 07.                                              | TP-Kp.(B)                                        | Spröda                                           | Bezirk Leipzig                                   | C-BDVP                                           | …                                                   |
| 08.                                              | TP-Kp.(B)                                        | Brandenburg                                      | Bezirk Potsdam                                   | C-BDVP                                           | befand sich in Plauerhof; 30. April 1980 aufgelöst! |

| Abkürzungen: TP | Transportpolizei | Kp. B | Kompanie Bereitschaften |

## Polizeiliche Handlungen
Sie wurden verwirklicht durch:
- schutzpolizeilichen Einzeldienst: nur durch Kräfte der Dienstzweige (Schutzpolizei, …)
- polizeilicher Ordnungseinsatz: durch Kräfte der Dienstzweige und durch Einheiten der VP-Bereitschaften. Ab 1985 wurde der Ordnungseinsatz hauptsächlich  von den VP-Bereitschaften durchgeführt.
- polizeilicher Kampfeinsatz: durch geschlossene Einheiten der Dienstzweige und der VP-Bereitschaften
- Handlungen im Rahmen und zur Unterstützung von Formationen und Einsatzkräften der Zivilverteidigung: durch Einheiten der VP-Bereitschaften und durch Kräfte der Dienstzweige der VP
- Fahndungsgroßeinsatz, Fahndungskontrollpunkte mit Besetzung in Halbzugstärke durch Kräfte der Verkehrspolizei im Zusammenwirken mit VP-Bereitschaften.

### Kampfeinsatz
Er „umfasst alle Maßnahmen der DVP gegen bewaffnete gegnerische Kräfte und andere verbrecherische Elemente, deren Bekämpfung den Einsatz von Einheiten im Interesse der Aufrechterhaltung und Wiederherstellung der öffentlichen Ordnung und Sicherheit auf dem Territorium der DDR erforderlich macht“.
Diese Aufgabe sollte umgesetzt werden in den Handlungsarten mit Hilfe
- der taktischen Handlungen und
- durch Einsatzgruppen und Posten.[14]

### Handlungsarten
- Bekämpfung und Vernichtung von subversiven und anderen bewaffneten Kräften des Gegners (durch VP-Bereitschaften)
- Teilnahme an der Zerschlagung gegnerischer Einheiten in wichtigen Richtungen und Räumen (Unterstellung unter NVA-TT/ Feldarmee)
- Freikämpfung wichtiger Objekte (9. Kompanie)
- zeitweilige Sicherung und Verteidigung wichtiger Abschnitte, Räume und Objekte sowie (Unterstellung unter NVA-Truppenteile)
- Sicherung wichtiger Versorgungstransporte auf Schienenwegen (Transportpolizei (B) – Einheiten)[15]

Die taktischen Handlungen und die Einsatzgrundsätze der Einsatzgruppen und Posten waren bestimmt in der „DV IX/10 Zug – Gruppe“ und den geltenden Vorschriften der NVA.
Er sollte durch geschlossene Einheiten und mit Unterstützung zusätzlicher Kräfte, wie Freiwilliger Helfer der VP, Ordnungsgruppen der FDJ oder GST und anderer organisierter Kräfte der Werktätigen(u. a. Kampfgruppen der Arbeiterklasse), durchgeführt werden.
Das Ziel … besteht in der Verhinderung bzw. Beseitigung von Störungen der öffentlichen Ordnung und Sicherheit, die das sozialistische Zusammenleben der Bürger, ihr Leben, ihre Gesundheit, Ehre und Würde, den Schutz des gesellschaftlichen und persönlichen Eigentums, den Ablauf des öffentlichen Lebens und der staatlichen Ordnung sowie die allgemeine Sicherheit beeinträchtigen bzw. gefährden.
Es wurde unterschieden nach Handlungsarten, taktischen Methoden und Einsatzformen. In den Handlungsarten, im weitesten Sinne Aufgaben der VPB bei einem Einsatz, wurden die taktischen Methoden und Einsatzformen zur Erfüllung der Aufgabe verwirklicht.
Handlungsarten waren:
- Einsatz zur Beseitigung von Störungen der öffentlichen Ordnung und Sicherheit auf Straßen und Plätzen
- Einsatz zur Sicherung von Großveranstaltungen
- Einsatz zur Festnahme flüchtiger Rechtsverletzer (Fahndung)
- Einsatz bei Schadens- und Unglücksfällen sowie bei Katastrophen

Die Einheiten handelten grundsätzlich nicht selbstständig, sondern wurden einem Leiter eines VP-Kreisamtes, in Berlin einem VP-Revier, für die Dauer eines Einsatzes unterstellt. Die Wehrpflichtigen durften nicht einzeln eingesetzt werden und wurden durch den Gruppenführer geführt.
Diese Handlungsarten galten in diesem Umfang bis etwa 1985.
Im Befehl 0020/89 des Ministers kam u. a. hinzu:
- schwerpunktmäßige Verstärkung des operativen Dienstes der DVP (Schutzpolizei).
- Durchführung von Objektbewachungen bei Erforderlichkeit.[17]

## Ausbildung
Die Ausbildung in den VP-Bereitschaften wurde auf der Grundlage des Befehls des Ministers des Innern und Chef der „DVP Nr. 062/…“ organisiert.

### Ausbildung in den Kasernierten Einheiten des MdI
Die Ausbildung in den Kasernierten Einheiten des MdI beinhaltete:
- die Politschulung und
- die Einsatzausbildung Taktik Ordnungs- und Sicherungseinsatz
- die Einsatzausbildung Taktik Kampfeinsatz

#### Politschulung
Sie wurde auf der Grundlage der Direktive 3/.. sowie weiterer Weisungen und Befehle organisiert und durchgeführt. An zwei Tagen im Monat (2×8 Stunden) wurde eine Politschulung nach dem Thema der Schulungshefte der NVA durchgeführt.

#### Einsatzausbildung
Sie gliederte sich auf in:
- Grundlagenausbildung
- Ausbildung in den Ausbildungszweigen:
  - Schießausbildung (mit MPi Kalaschnikow, lMG RPK, sMG, Panzerbüchse RPG-7 und RPG-18, Pistole Makarow und, soweit in der Einheit vorhanden, auch mit Schützenpanzerwagen SPW BTR-40 und BTR-152, abgelöst durch SPW PSH (Ungarn) sowie Granatwerfer 82-mm und AGS-17 Plamja)
  - Exerzierausbildung
  - Dienstvorschriften
  - Körperertüchtigung
  - Einsatzausbildung militärisch (u. a. Orientierung im Gelände, Tarnung, Hinterhalt, Anlegen von Stellungen, Orts- und Häuserkampf)
  - Einsatzausbildung polizeilich (u. a. Formationen bei Ordnungs- u. Sicherungseinsätzen, Umgang mit Sonderausrüstung wie Helm, Schlagstock, Schild oder Führungskette, Festnahme von Tatverdächtigen, Maßnahmen zur Eigensicherung)
- Überprüfungen (Härteteste über 10 km usw.)
- Schul- und Gefechtsschießen sowie Artillerieprüfungsschießen
- taktische Übungen
- Ausbildung im Rahmen von Park- und Wirtschaftstagen (Wartung Kampftechnik, Objektreinigung)
- Fahrschule für Militärkraftfahrer der Kasernierten Einheiten des MdI
- Fachkundeausbildung (Ausbildung in Polizeirecht) in den Einheiten der 17., 18. und 19. VPB (Basdorf, jeweils 1. Kompanie), die Angehörige für den Dienstzweig Schutzpolizei ausbildeten (Vorverpflichtete Wehrpflichtige)

Die Ausbildung wurde in der Wirklichkeit stark reduziert durchgeführt, weil die VP-Bereitschaften in der Volkswirtschaft eingesetzt wurden. Im Winter waren sie in den Braunkohlentagebauen eingesetzt und im Sommer im Hafen Rostock oder anderen Betrieben (je nach örtlicher Lage, meistens jedoch in den Chemiebetrieben).
Im Fahndungseinsatz gegen flüchtige Sowjetsoldaten wurden nicht alle Deserteure der GSSD mit der gleichen Priorität behandelt. In den Fahndungsfernschreiben die ein OvD der VPB erhielt, wurde meist klar mitgeteilt, womit und in welche Richtung sich die „Soldaten unterwegs“ bewegten. Bewegungen in Richtung Westen oder West-Berlin und bewaffnete Angehörige der GSSD führten meistens zur Alarmierung einer gesamten VP-Bereitschaft. Bis Ende der 1970er Jahre erfolgte der Einsatz sowjetischer Einheiten nach erfolgter Einkreisung des Fahnenflüchtigen nur ausnahmsweise. In der nachfolgenden Zeit erfolgte der direkte Zugriff in der Regel von speziellen Einheiten der Sowjetarmee.

#### Gliederung in Abschnitte
Das Ausbildungsjahr begann am 1. November des laufenden Jahres und endete am 31. Oktober des folgenden Jahres.
- Das erste Ausbildungshalbjahr begann am 1. November und endete am 30. April.
- Das zweite Ausbildungshalbjahr begann am 1. Mai und endete am 31. Oktober.

Die Ausbildungshalbjahre waren wiederum in drei Ausbildungsabschnitte eingeteilt.
- Erster Ausbildungsabschnitt: November bzw. Mai – Er diente der Grundausbildung der neu Einberufenen und der Zweitausbildung (Panzerbüchse, Sani. usw.) des 2. und 3. Diensthalbjahres, mit dem Ziel, die Züge zu formieren und Aufgaben zu erfüllen.
- Zweiter Ausbildungsabschnitt: Dezember–Februar bzw. Juni–August – Er hatte das Ziel die Geschlossenheit der Einheiten herzustellen und die Wehrpflichtigen zu befähigen unter komplizierten Lagebedingungen und bei hohen physischen Anforderungen alle gestellten Einsatzaufgaben erfolgreich durchzuführen.
- Dritter Ausbildungsabschnitt: März–April bzw. September–Oktober – Er hatte das Ziel die Kenntnisse und Fertigkeiten zu vertiefen. Er diente der Vorbereitung und Durchführung von Normüberprüfungen, Einsatzexerzieren, Gefechtsschießen (Gruppe, Zug, Kompanie im Angriff und in der Verteidigung) am Tag und in der Nacht und taktische Übungen.

Je Ausbildungshalbjahr wurden rund 1000 Stunden, davon für Ausbildung 500 Stunden, zugrunde gelegt. Die tägliche Ausbildungszeit betrug sieben Stunden. An Sonnabenden wurden fünf Ausbildungsstunden durchgeführt, die sich in der Regel auf Park- und Wirtschaftsstunden beschränkten.

#### Ausbildung der Unterführer auf Zeit (drei Jahre) und Berufsunterführer (zehn Jahre)
Unterführer wurden bis 1971 an der Unterführerschule Kurt Schlosser in Liegau bei Dresden und nach Verlegung bis Mai 1985 in Dresden (Objekt der OHS) ausgebildet. Danach fand die Ausbildung der Unterführerschüler in fünf VPB mit den Profilen
- Schützengruppenführer in der 1. Kp./16.(Cottbus) und 20. VPB (Potsdam),
- SPW-Gruppenführer/Kommandant in der 3. Kp./15. VPB (Eisenhüttenstadt),
- Geschütz- bzw. Werferführer in der 4. Kp./14. VPB (Neustrelitz),
- Pioniergruppenführer und Meisterqualifikation für Berufsunterführer in der 2. Kp./8. VPB (Dresden)

statt.
- Unterführer in der NaB wurden innerhalb der 1. bis 6. Kompanie vor Ort ausgebildet und als Truppführer eingesetzt. Im 3. und 4. Zug der 3. Kompanie da waren nur Längerdienende eingesetzt

Die erfolgreiche Ausbildung endete mit der Ernennung zum Unterführer und dem Dienstgrad: Oberwachtmeister der VP.
In Potsdam-Eiche waren unter anderem auch selbständige „Lehrer“ für Marxismus/Leninismus im Dienstgrad bis Major der Volkspolizei eingesetzt.

#### Ausbildung an der Offiziershochschule des MdI – Bereitschaften
Offiziersschüler (OS) der Kasernierten Einheiten des MdI wurden (solange sie keine Spezialrichtungen studierten) an der Offiziershochschule des Ministeriums des Inneren Artur Becker – Bereitschaften (OHS des MdI) in Dresden ausgebildet. Voraussetzung zur Zulassung war generell wie für alle Offiziershochschulen der DDR die allgemeine Hochschulreife bzw. das Abitur.

### Ausbildung von Ausländern und Auslandseinsatz
Offiziere der VP-Bereitschaften waren als Militärberater im Ausland eingesetzt. So war z. B. 1974 ein Oberstleutnant d. VP in Südjemen zur Bekämpfung regierungsfeindlicher Gruppen. 1980 wurden zwei Nikaraguaner an der Offiziershochschule Dresden auf dem Truppenübungsplatz Kroppen durch einen Oberstleutnant d. VP ausgebildet. Des Weiteren fungierte ein Oberstleutnant der VP Anfang der 1980er Jahre als Militärberater in Mocambique, wo er unmittelbar an der Rekrutierung und Ausbildung bewaffneter Kräfte teilnahm und diese unter anderem in Gefechten mit Regimegegnern aus Simbabwe begleitete.
Des Weiteren erhielten Mitglieder anderer Staaten Unterweisungen oder vollständige Ausbildungen an der OHS Artur Becker.
Im Jahre 1987 wurde der Deutsch-Iraker F. S. zur Ausbildung an der OHS zugelassen. Ihm war es zum Beispiel gestattet, im Sommerurlaub seinen Vater in Bagdad zu besuchen. Die Reise dorthin trat er mit einem Diplomatenpass der DDR an. F. S. hatte sowohl die deutsche als auch die irakische Staatsbürgerschaft. Im Jahre 1990 wurde F. S. auf Drängen der irakischen Regierung mit einer Sondermaschine des damaligen Außenministeriums der DDR nach Bagdad ausgeflogen. Dort trat er seinen Dienst bei der berüchtigten Geheimpolizei Saddam Husseins an. F. S. war maßgeblich an der Verfolgung, Folterung und Ermordung sog. Regimegegner beteiligt und ist heute ein anerkanntes und führendes Mitglied im terroristischen Untergrund des Irak.

### Aus- und Weiterbildung außerhalb der Kasernierten Einheiten des MdI
| Org | Einrichtung                                               | Ort          | Fachrichtung                                                    | Bemerkungen                                                                       |
| --- | --------------------------------------------------------- | ------------ | --------------------------------------------------------------- | --------------------------------------------------------------------------------- |
| NVA | Militärakademie „Friedrich Engels“                        | Dresden      | Mot.-Schützen- u.Panzer-Kdr., Polit.Arbeit, Rückw.Sicherstellg. | Kommandeure, Stabschefs, Stellv.Kdr. für Polit.Arbeit u. Stellv.Kdr. für Versorg. |
| NVA | Offiziershochschule der Landstreitkräfte „Ernst Thälmann“ | Löbau/Zittau | Nachrichten-, Pionier-, Luftabwehr- u. KCB-Abw.-Offz.           | anschließend Einführungskurs – OHS-Bereitschaften in Dresden                      |
| NVA | Militärmedizinische Sektion an der Universität Greifswald | Greifswald   | Truppenärzte                                                    | je Garnison ein Truppenarzt, anschließend Einführungskurs – OHS-Bereitschaften    |
| KGB | OHS-Innere Truppen                                        | Moskau       | Innere Truppen                                                  | Weiterbildg. der Absolventen der Militärakademie der NVA (nach 5 J. Truppe)       |
| DVP | Schule der Versorgungsdienste des MdI                     | Bautzen      | Waffen, Kfz, B/A                                                | Unterführer in Kurzlehrgängen und 3-jährigem Studium zum Offizier                 |
| DVP | Nachrichtenschule                                         | Dommitzsch   | Funk, Fernsprech                                                | Unterführer und Offiziere in Lehrgängen                                           |
| DVP | Spezialschule des MdI für Medizinische Dienste            | Magdeburg    | Sanitätsdienst                                                  | Unterführer                                                                       |

## Bewaffnung

### Schützenwaffen
- Maschinenpistole Kalaschnikow MPi K im Kaliber 7,62 × 39 mm
- MPi KMS-72 (seit 1988)
- Pistole M bzw. M74 bzw. Pistole 1001
- Scharfschützengewehr D mit Zielfernrohr und Nachtsichtgerät im Kaliber 7,62 × 54 mm R
- Mini-Maschinenpistole 9 mm PM-63 (VR Polen)
- Mini-Maschinenpistole Skorpion (?, nur KriPo/Dienstzweige)
- leichte Maschinengewehre lMG-K sowie lMG-D mit Gurtzuführung
- schweres Maschinengewehr PKS im Kaliber 7,62 × 54 mm R
- Abschussgerät für Reizwurfkörper auf Laufmündung der MPi K aufgeschraubt (bis 150 m Schussweite)
- automatischer 30-mm-Granatwerfer AGS-17 Plamja, jeweils zwei bei den Versorgungsdiensten,
- Panzerbüchsen RPG-7 und RPG-18
- Angriffshandgranate RGD-5 und Verteidigungshandgranate F-1
- Panzerhandgranaten (RKG-3) mit Aufschlagzünder

### Sprengstoffe
- TNT (als 70-g-Bohrpatrone, 100 g, 200 g, 400 g, geballte Ladung 1 kg, 3 kg, 5 kg und gestreckte Ladungen à 2 m erweiterbar, sowie Hohl- und Schneidladungen)
- Infanteriemine PPM-2 (aus Plaste, nur Zündkapsel aus Metall)
- Splitter-Sprengmine POMS (70 g TNT und Gusskörper)
- Panzermine: PTMIBA-III (Plaste), TM-57 (Metall)
- Leucht- und Signalmine NO-2
- Handgranaten: Angriffshandgranate RGD-5, Verteidigungshandgranate F-1
- Panzerhandgranate RKG-III
- Sprengschnüre

### Artillerie, Flieger- und Panzerabwehrwaffen
- 82-mm-Granatwerfer 37/41, Transport mittels Robur LO-2002/A-Pritschenwagen, bis November 1982
- 120-mm-Granatwerfer M1943, umgerüstet ab November 1982[18]
- Zwillings-Fliegerabwehrkanone ZU-23-2; als Zugfahrzeug diente ebenfalls der Robur. Versuche, die ZU-23-2 fest auf dem Robur zu montieren, scheiterten bereits in der Erprobung. Eine genaue Justierung war nicht möglich, ebenso konnte keine sichere Standfestigkeit beim Schießen erlangt werden
- rückstoßfreies Panzerabwehrgeschütz SPG-9 (Munition der Kanone des Schützenpanzers BMP-1, Transport Robur-Pritschenwagen oder UAZ – fest montiert als „Speziallafette“)

### Schützenpanzerwagen
- SPW PSH mit 7,62-mm-MG PKT und 14,5-mm-MG KPWT
- bis 1975: SPW-152 und SPW-40, an Kampfgruppen abgegeben
- SPW-152 offen (2 Minenschränke à 50 Minen) mit Minenlegegerät MLG-60 (Panzerminen TM-57/ PTMIBA-III) Bewaffnung MG Gorjunow, Kaliber 7,62 mm

## Dienstgrade
Die Bezeichnung der einzelnen Dienstgrade, wie beispielsweise Wachtmeister oder Oberwachtmeister, folgte teilweise der bisherigen in Deutschland polizeitypischen Semantik. Die Ausgestaltung der Rangabzeichen, besonders für Offiziere und Generäle, hingegen war weitgehend denen der NVA nachempfunden. Die Rangabzeichen (Schulterstücke) der Dienstzweige der Volkspolizei für Mannschaften (einzige Ausnahme Anwärter der VP) und Unterführer wiesen Unterschiede im Vergleich zu den „Kasernierten Einheiten des MdI“ auf.

## Uniformierung
- Dienstuniform in Kaserne und Gelände war die grüne Felddienstuniform, später dann der Felddienstanzug (entsprechend dem FDA der NVA, Einstrich/Keinstrich), grüne Feldmütze („Käppi“) bzw. Stahlhelm, Stiefel und Textilkoppel, im Winter wurde der gefütterte grüne Felddienstanzug, Filzstiefel und Webpelzmütze getragen
- Ausgangsuniform (Kategorie 1, kurz K1) war eine Polizeiuniform, bestehend aus langer Uniformhose, schwarzen Halbschuhen, Schirmmütze, schwarzem Lederkoppel (nur Wehrpflichtige, Unterführer auf Zeit), Uniformjacke mit hellgrünen Kragenspiegeln. Ab 1976 Einführung Kammgarnuniform für Wehrpflichtige mit hellgrauem Hemd und Binder (Winter) und hellgrauer Bluse mit offenem Kragen im Sommer.
- Dienstuniform (K2, Innendienst) Stiefelhose und mit Haken geschlossene Jacke für Wehrpflichtige und Unterführer auf Zeit, Berufsunterführer und Offiziere mit hellgrauem Hemd und Binder
- Arbeitsuniform (K3) war der sogenannte Drillichanzug (Jacke, Hose) der NVA, später ein schwarz überfärbter Felddienstanzug
- In der Übergangszeit trug man zur normalen Dienstuniform einen Wettermantel aus Dederon, im Winter löste die Webpelzmütze die grüne Schirmmütze und der Winter- den Wettermantel ab.
- Effekten
  - Unterführer trugen am Kragen der Uniformjacke eine silberne Tresse.
  - Unterführer auf Zeit trugen einen Winkel, Berufsunterführer zwei Winkel am linken Arm der Uniformjacke.
  - Die Schulterstücke der Wachtmeister und Unterführer der Kasernierten Einheiten wichen in ihrer Gestaltung von denen der Dienstzweige ab (was bis heute zu Verwechslungen führt), ebenso wurden in den Dienstzweigen dunkelgrüne Kragenspiegel und keine Tressen bei Unterführern getragen. Die Anzahl der Winkel bezeichnete hier die geleisteten Dienstjahre (je ein Winkel für 5, 10, 15 und 20 Jahre).
- Die Uniform für Offiziersschüler entsprach der Uniform für Berufsunterführer mit Ausnahme der hier nicht getragenen Tresse am Kragen und dem Doppelwinkel am linken Ärmel.

## Tätigkeit des Abwehroffiziers des MfS
Der Abwehroffizier sammelte mit Hilfe von IMs (Inoffizielle Mitarbeiter) Informationen über alle Angehörigen des Truppenteils. Auf jedem Unterkunftszimmer (bis 16 Personen) waren mindestens zwei IMs rekrutiert. Er hatte keinerlei Befehlsbefugnisse gegenüber den Wehrpflichtigen, einschließlich Offiziere. Er konnte gegenüber dem Kommandeur nur Empfehlungen aussprechen. Dieser musste sich nicht daran halten, wurde aber von seinem Vorgesetzten disziplinarisch gemaßregelt, wenn die in der Empfehlung benannte Person ein Vorkommnis (Verstoß gegen Vorschriften) tätigte.
Die Abwehroffiziere wurden unter den Offiziersschülern in Dresden als IMs angeworben und nach Ernennung zum Leutnant der VP ein halbes Jahr beim MfS ausgebildet. Anschließend nahmen sie den Dienst in einer VP-Bereitschaft auf (Dienstuniform der VPBs, Dienstbuch MfS, HA VII).
In der Regel aber wurden die IMs kurz vor der Einberufung der „normalen“ Offiziersschüler (immer um den 17./18. August d. J.), etwa eine Woche vorher vom MfS einberufen und nach etwa drei Tagen zum Unteroffizier des MfS ernannt. Anschließend wurden diese Leute an die Offiziershochschule delegiert, wo sie dann wie alle anderen Offiziersschüler ihre Ausbildung machten. Diese MfS-Leute trugen auch außerhalb und/oder zu besonderen Anlässen (Jahrestag des MfS u. ä.) immer Polizeiuniform – niemals das Feldgrau des MfS. Im Ausgang trugen demgegenüber die Angehörigen des MfS-Wachregimentes (zehn je Studienjahr) ihre MfS-Uniform. Das einzige, was sie von den anderen Offiziersschülern unterschied, war ihre Besoldung. Diese Leute erhielten neben der Ausbildungsvergütung (Hochschulreife: 315 M; 1. Studienjahr: 365 M; 2. Studienjahr: 415 M, 3. Studienjahr: 465 M, 4. Studienjahr: 515 M) zusätzlich ihr Unteroffiziersgehalt, in der Regel 850 M. Bis etwa 1985 war die Vergütung 80, 160 und 240 Mark für das erste, zweite bzw. dritte Studienjahr.
Die Masse dieser Absolventen machte keinerlei Geheimnis um ihre Herkunft, da sich die Gehaltsauszahlung nicht verheimlichen ließ. Nur die weitere Verwendung war in der Regel unklar.